# Línea V (Córdoba)
Línea V era una línea de transporte urbano de pasajeros de la ciudad de Córdoba, Argentina. Deja de prestar servicio por la empresa Transporte Automotor Municipal Sociedad del Estado - U.T.E. en febrero de 2014, tras la implementación del nuevo sistema de transporte de colectivos. 

## Recorrido
Desde 20 de Junio a Bajada Pucará. 
 Servicio diurno y nocturno.
- Ida: desde calle pública - Aguirre - Asia - Santa Ana - Altoalegre - Namuncurá - Painé - Santa Ana - Sol de Mayo - San Luis - Río Negro - Batalla de Cepeda - Misiones - Caseros - Av. Vélez Sársfield - Bv. San Juan - Bv. Illia  hasta Av. Sabattini esquina Bajada Pucará.

- Regreso: desde Avenida Sabattini y Bajada Pucará – Bv. Perón - San Jerónimo - 27 de Abril - Paso de Andes - Bv. San Juan - Santa Ana – Painé - Namuncurá - Alto Alegre - Santa Ana - Asia - Aguirre hasta San Juan esquina calle pública.

- Ramal a y desde Ciudad Universitaria (con servicio nocturno)
  - Ida: desde Caseros y Av. Vélez Sarsfield -  Yrigoyen - Valparaíso - Haya de la Torre (Pabellón Argentina).

- - Regreso: desde Haya de la Torre – E. Barros - Los Nogales - Yrigoyen - Plaza España - Chacabuco - Rosario de Santa Fe - Ob. Salguero - San Jerónimo – retoma su ruta.